# Leonardo (Teenage Mutant Ninja Turtles)
Leonardo, também chamado de Leo, é um dos quatro protagonistas da franquia Teenage Mutant Ninja Turtles. No início, as quatro tartarugas usavam bandanas vermelhas, mas, em algumas mídias, Leonardo usa bandana uma azul. A sua arma de assinatura são duas katanas.
Quase sempre, é descrito como o mais velho e o líder das Tartarugas Ninja — apesar de não ser forte como Rafael, inteligente como Donatello ou talentoso como Michelangelo. No entanto, Leonardo é o mais espiritual, disciplinado e sincronizado com os ensinamentos do Mestre Splinter.